# Thomaston, Alabama
Thomaston är en småstad (town) i Marengo County i den amerikanska delstaten Alabama med en yta av 5,2 km² och en folkmängd, som uppgår till 383 invånare (2000).
I Thomaston finns den historiska skolbyggnaden från 1910 som har hört till Thomaston Colored Institute som var även känd som Thomaston Academy. Byggnaden upptogs år 2000 i National Register of Historic Places.